# Larry Cohen

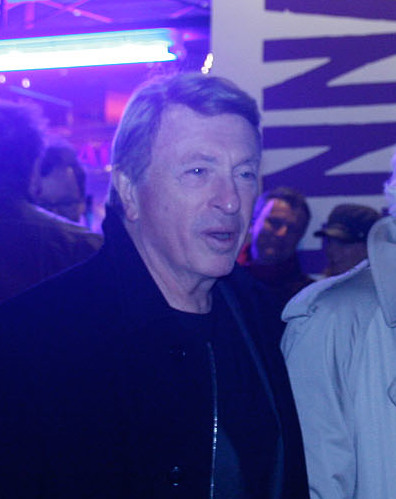
Larry Cohen zu Gast bei der Viennale 2010

Lawrence George Cohen (* 15. Juli 1936 in Manhattan, New York City, New York; † 23. März 2019 in Beverly Hills, Kalifornien) war ein US-amerikanischer Regisseur, Produzent und Drehbuchautor.

## Leben
Larry Cohen studierte Film am City College of New York, von dem er 1963 graduierte. Seine Filmkarriere begann Cohen als Drehbuchautor für das Fernsehen, wo er für verschiedenste Fernsehserien tätig war. Später drehte er einige günstige Horrorfilme und begann auch als Drehbuchautor für Kinoproduktionen zu arbeiten. Sein Regiedebüt gab er 1972 mit Bone. Für seine eigenen Filme verfasste er auch die Drehbücher. Zudem produzierte er diese auch oft selbst.
Die von 1967 bis 1968 produzierte Fernsehserie Invasion von der Wega entstammt seiner Idee, und er verfasste die Drehbücher. Sein Schaffen als Autor umfasst insgesamt mehr als 80 Film- und Fernsehproduktionen. Er selbst inszenierte rund 20 Produktionen. 1988 wurde ihm von der Academy of Science Fiction, Fantasy & Horror Films der George Pal Memorial Award verliehen. 2016 entstand über sein filmisches Wirken der Dokumentarfilm King Cohen: The Wild World of Filmmaker Larry Cohen von Steve Mitchell.
Larry Cohen war zweimal verheiratet und Vater von fünf Kindern. Er starb im März 2019 im Alter von 82 Jahren infolge einer Krebserkrankung in seinem Zuhause in Beverly Hills.

## Filmografie (Auswahl)

### Regie
- 1972: Bone
- 1973: Der Pate von Harlem (Black Caesar)
- 1974: Die Wiege des Bösen (It’s Alive)
- 1976: Demon (God Told Me To)
- 1977: Ich bin der Boss – Skandal beim FBI (The Private Files of J. Edgar Hoover)
- 1978: Die Wiege des Satans (It Lives Again)
- 1981: Ein Werwolf beißt sich durch (Full Moon High)
- 1982: American Monster (Q: The Winged Serpent)
- 1984: Hollywood Kills
- 1985: Stuff – Ein tödlicher Leckerbissen (The Stuff)
- 1987: Die Wiege des Schreckens (Originaltitel: It’s Alive III: Island of the Alive)
- 1987: Salem II – Die Rückkehr (A Return to Salem’s Lot)
- 1987: Tödliche Täuschung (Deadly Illusion)
- 1989: Tanz der Hexen (Wicked Stepmother)
- 1990: The Ambulance
- 1996: Original Gangstas
- 2006: Pick Me Up (1 Episode der Fernsehserie Masters of Horror)

### Produzent
- 1973: Der Pate von Harlem (Black Caesar)
- 1988: Maniac Cop
- 1990: Maniac Cop 2
- 1991: Jack allein im Serienwahn (Delirious)

### Drehbuch
- 1966: Die Rückkehr der glorreichen Sieben (Return of the Seven)
- 1970: El Condor
- 1976: Demon (God Told Me To)
- 1973: Columbo: Wein ist dicker als Blut (Any Old Port in a Storm)
- 1980: Der Ringer (The American Success Company)
- 1982: American Monster (Q: The Winged Serpent)
- 1987: Bestseller (Best Seller)
- 1988: Maniac Cop
- 1990: Maniac Cop 2
- 1990: The Ambulance
- 1993: Maniac Cop 3 (Maniac Cop 3: Badge of Silence)
- 1993: Body Snatchers – Angriff der Körperfresser (Body Snatchers)
- 1993: Jenseits der Unschuld (Guilty as Sin)
- 1996: Uncle Sam – I Want You Dead (Uncle Sam)
- 1997: The Axe – Eine verhängnisvolle Ehe (The Ex)
- 1998: Insemination – Wiege des Grauens (Misbegotten)
- 2002: Nicht auflegen! (Phone Booth)
- 2004: Final Call – Wenn er auflegt, muss sie sterben (Cellular)
- 2007: Captivity
- 2010: Messages Deleted

### Gast
- 2009: Nightmares in Red, White and Blue
- 2016: King Cohen: The Wild World of Filmmaker Larry Cohen